# Oonops tenebus
Oonops tenebus är en spindelart som beskrevs av Arthur M. Chickering 1970. Oonops tenebus ingår i släktet Oonops och familjen dansspindlar.
Artens utbredningsområde är Panama. Inga underarter finns listade i Catalogue of Life.